# طفح جلدي وجني
الطفح الجلديّ الوَجنِيّ (اللاتيني mala "فك، عظم الخد أيّ: العَظْمُ الوَجَنِيّ)، يُدعى أيضاً طَفَحٌ فَراشِيُّ الشَّكْل؛ هي علامة طبيّة تتخذ شكلاً مميزاً من الطفح الجلدي في الوجه. غالباً ما يُشاهد في الذئبة الحمامية. ونادراً ما يظهر في أمراض أخرى؛ مثل: البلاغرا، التهاب العضلات والجلد ومُتَلاَزِمَةُ بلوم.
قد تكون هناك حالات يمكن أن تسبب طفحا جلديّاً ذا منظرٍ مشابهٍ للطفح الجلديّ الوجنيّ. يظهر الطفح الجلدي الوجني في نحو 46-65% من المصابين بمرض الذئبة.

## التعريف
يشاهد الطفح الجلديّ الوجنيّ في مرض الذئبة الحماميّة أحمرَ أو أرجوانيّاً ومتقشراً قليلاً. له شكل مثل شكل الفراشة، ويشمل قصبة الأنف، والجدير بالذكر أن الطفح الجلديّ يتجنب الثَّنْيَةُ الأَنْفِيَّةُ الشَّفَوِيَّة للوجه، ما يساهم في تشكيل مظهره المميّز. عادة ما تكون البقعة ذات حواف حادة، وغير مثيرة للحكة. ويمكن أن يكون الطفح الجلديّ عابراً أو تقدمياً مع إصابة أجزاء أخرى من جلد الوجه.[بحاجة لمصدر]
وصفت بعض الدراسات طفح الخد المصفوع للمرض الخامس(الحُمامى العدوانية)؛ بأنه طفح جلدي وجنيّ، لكنّ الأخير يختلف قليلاً في أن الأنف عادة ما يتجنبه الطفح.

## التَشْخِيصٌ التَفْرِيقِيّ
هناك العديد من الحالات التي يمكن أن تسبب طفح جلدي مشابه لمظهر الطفح الجلديّ الوجنيّ. وتشمل:
- الذئبة الحمامية[3]
- الحُصَافُ أو البلاغرا[4]
- التهاب العضلات والجلد[5]
- متلازمة بلوم[6]

يسبب مرض الذئبة ما يصل إلى 96% من مجموع حالات الطفح الجلدي الوجني. عند الاشتباه بمرض الذئبة، يلزم إجراء المزيد من الفحوصات الطبية، وأخذ التاريخ التفصيلي، وإجراء الفحوصات لتمييزه عن الحالات الأخرى.[بحاجة لمصدر] قد تتضمن هذه الاختبارات اختباراً لوجود العامل المضاد للنواة في الدم كاختبار فحص(كشف)، والذي لا يقتصر على الذئبة الحمامية.[بحاجة لمصدر]

## علم الأوبئة
إنّ الطّفح الجلديّ الوجنيّ يظهر على نحو 46-65% من الأشخاص المصابين بمرض الذّئبة؛ وذلك بمتوسط إصابة 57% من جميع مرضى الذئبة. وتختلف هذه النّسبة بين مجتمع سكانيّ وآخر.

## التاريخ
غالباً ما يُعرف الطفح الجلديّ الوجنيّ بالعامية باسم الطفح الفراشي نظراً لمظهره المميز.